# 3Doodler

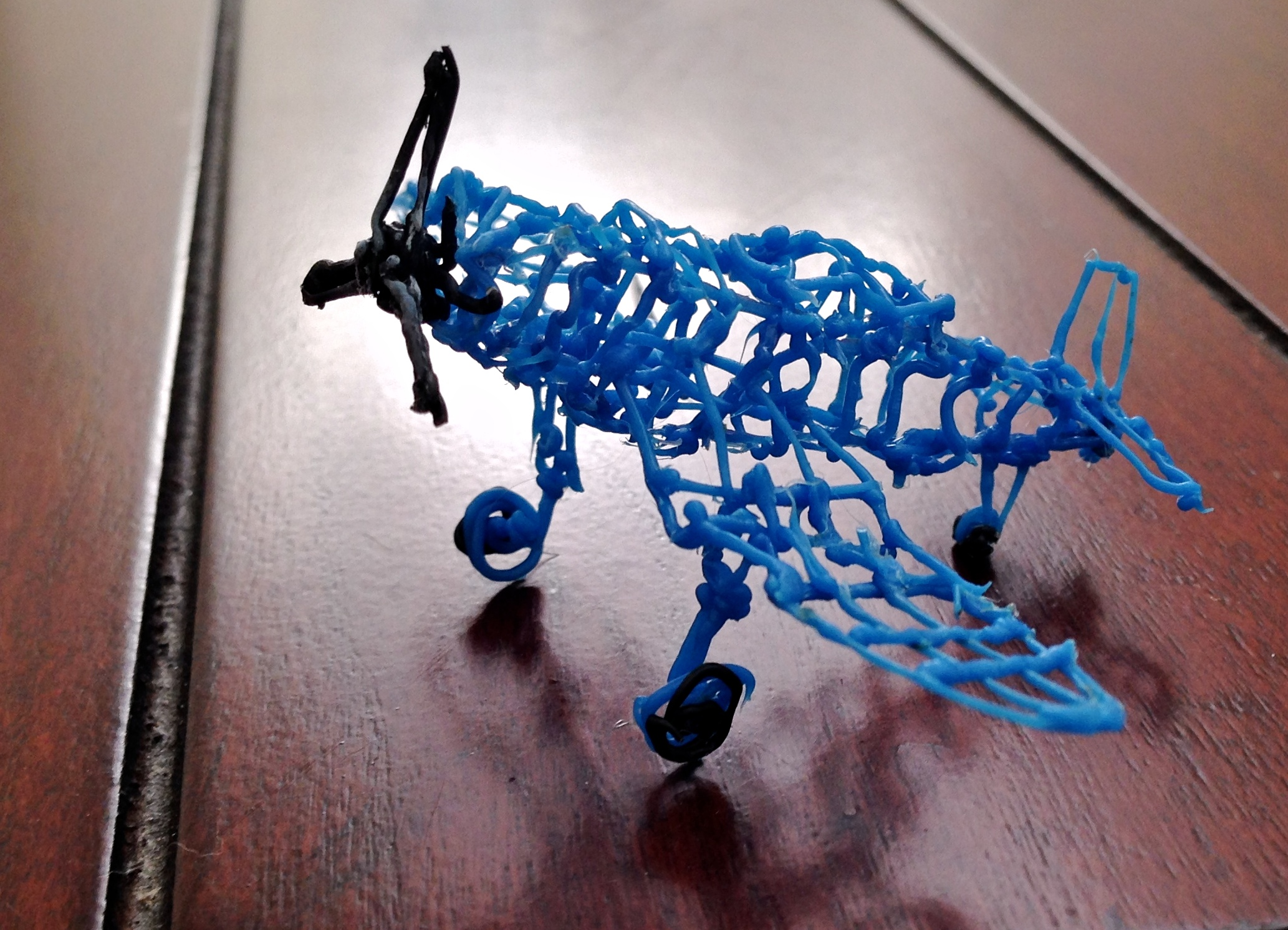
Máy bay được vẽ bằng 3Doodler

3Doodler là một cây bút 3D được phát triển bởi Peter Dilworth, Maxwell Bogue và Daniel Cowen của WobbleWorks, Inc. (trước đây là WobbleWorks LLC). 3Doodler hoạt động bằng cách ép nhựa nóng mà nguội đi gần như ngay lập tức vào một cấu trúc vững chắc, ổn định, cho phép tạo ra các vật thể ba chiều tự do. Nó sử dụng sợi nhựa làm bằng acrylonitrile butadien styren ("ABS"), axit polylactic ("PLA"), hoặc "FLEXY", polyurethane nhiệt ("TPU") được nấu chảy và sau đó được làm lạnh thông qua quy trình được cấp bằng sáng chế trong khi di chuyển qua bút, sau đó có thể được sử dụng để tạo các vật thể 3D bằng tay. 3Doodler đã được mô tả như là một khẩu súng keo cho in 3D vì cách nhựa được ép đùn từ đầu, với một chân của sợi nhựa bằng "khoảng 11 feet vật liệu ép đùn".